# SN 2005M
SN 2005M – supernowa typu Ia odkryta 19 stycznia 2005 roku w galaktyce NGC 2930. W momencie odkrycia miała maksymalną jasność 18,80m.